# Ochodaeus setulosus
Ochodaeus setulosus är en skalbaggsart som beskrevs av Bates 1887. Ochodaeus setulosus ingår i släktet Ochodaeus och familjen Ochodaeidae. Inga underarter finns listade i Catalogue of Life.